# شروط النهضة (كتاب)
شروط النهضة كتاب للمفكر الإسلامي مالك بن نبي، صدر بالفرنسية عام 1949م تحت عنوان (بالفرنسية: les Conditions de la Renaissance)‏. قام بترجمته إلى العربية عبد الصبور شاهين وعمر كامل مسقاوي بإشراف المؤلف، وصدر بالعربية عام 1957م. وصدرت الطبعة الثانية عام 1960 مع بعض الإضافات والتعديلات من قبل المؤلف استجابة لتعليقات وأسئلة قرّاء الطبعة الأولى.
هو كتاب ينطلق من البعد الفكري الإسلامي، يحاول الكاتب من خلاله أن يقدم أسسا ومفاهيم أولية تساعد على إعادة بناء المجتمعات الآسيوية والأفريقية (المستعمَرة) وخروجها من مزالق التخلف والتبعية. ويؤكد فيه على فكرة الحضارة المنتجة المستقلة عن منتجات الحضارات الأخرى، فإن شراء كل منتجات حضارة أخرى مستحيل كماً وكيفاً. وإنما يجب على العالم الإسلامي، ليركّب حضارتَه في زمانه هذا، أن يرجع إلى صيغة اقترحها لصناعة أي ناتج حضاري:
ناتج حضاري = إنسان + تراب (مادة) + وقت.
وذلك إضافة إلى «الفكرة الدينية» التي لطالما رافقت تركيب الحضارة خلال التاريخ، ومن دونها لا يتم التفاعل المطلوب.
وقد قام بذلك بناء على تدبّر مطوّل في تاريخ المسلمين والشعوب كافة، مركزاً كذلك على فترة من تاريخ بلده الجزائر مظهراً تأثره ببوادر نهضة حقيقية مع الاستقلال، ما لبثت أن اندمجت بالنظام السياسي الذي صممته فرنسا فتداعت مقوماتها.
يتضح في الكتاب استفادته من التراث الإنساني عامة، وتأثره بأعمال المفكّرين والفلاسفة والمؤرّخين الذين حاولوا بدورهم الكشف عن العوامل تسهم في قيام الحضارة وتقدّم الشعوب. فيبدأ الكتاب ب«أنشودة رمزية» يتضح فيها التأثر بنيتشه وفكرة السوبرمان، ويستفيد من أفكار ابن خلدون وأرنولد توينبي وغيرهم من علماء الاجتماع والإنسان والتاريخ.

## فصول الكتاب
- الباب الأول: الحاضر والتاريخ
- الباب الثاني: المستقبل
- العنصر الأول: الإنسان
- العنصر الثاني: التراب
- العنصر الثالث: الوقت
- الاستعمار والشعوب المستعمرة

## اقرأ أيضاً
- مالك بن نبي
- الظاهرة القرآنية